# Castillo Palacio del Señor de Bicorp
El castillo palacio de Bicorp en la Provincia de Valencia (España), situado en el núcleo histórico de la población, en la Plaza del Castillo, fue construido en el año 1604 en estilo renacentista. 
Luís de Castellà Olim de Vilanova, fue creado I barón de Bicorp y I barón de Benedrís en 1392, por el rey Juan I de Aragón. Bicorp fue anteriormente del linaje Orís hasta ese año con Martí Sanxis d'Orís. 
Conserva en su fachada la puerta principal con arco de medio punto remarcado por frontón sobre pilastras con el escudo de armas del barón dividido en seis cuarteles con los emblemas del linaje de los Castellà y Vilanova. 
En la parte posterior se conservan lienzos de muralla con sus aspilleras, algunos capiteles de columnas en su interior y las puertas talladas a mano, contienen unas cabezas de león.
Poseía un aljibe de considerable capacidad que aún se conserva en la actualidad.
En su interior, que luego se dedicó a carpintería y sala de cine hasta 1989, se ubica en la actualidad una fábrica de hilados y los extremos de la antigua fachada, antes ocupadas por torreones los son ahora por viviendas. 
En el interior se encuentra una chimenea que conserva dos consolas con volutas que formaban parte de su decoración.